# Tomislav Neralić
Tomislav Neralić (Karlovac, 9. prosinca 1917. – Zagreb, 16. studenoga 2016.), hrvatski operni pjevač. Dopisni član Hrvatske akademije znanosti i umjetnosti.
Tomislav Neralić je šezdesetogodišnju karijeru s oko četiri tisuće nastupa u više od 150 opernih uloga i pedesetak koncertnih djela dijelio između Zagreba i Berlina, u čijoj je Njemačkoj (ranije Gradskoj) operi u angažmanu proveo četrdeset godina i dobio naslov komornog pjevača. 
Debitirao je još kao student Muzičke akademije 1939. u Zagrebu kao Redovnik u Don Carlosu. Neralić je bio član Opere zagrebačkoga HNK od 1940. do 1943. te od 1948. do 1955. Od 1943. do 1947. bio je član Bečke državne opere. U svojemu se drugom angažmanu u Zagrebu od 1948. do 1955. razvio u snažnu glazbenoscensku osobnost. Nastup 1953. na premijeri Ukletog Holandeza odredio je njegovu budućnost kao jednog od najistaknutijih vagnerijanskih pjevača svojega vremena. Holandez ga je 1955. odveo u berlinski angažman i u svijet, uključujući milansku Scalu, u kojoj ga je pjevao s Birgit Nilsson. Zahvaljujući svojemu bas-baritonskom glasu velika opsega i golema volumena uz vrhunsku muzikalnost, blistavu memoriju, izvrsnu pjevačku tehniku i impresivan scenski izraz gradio je jednako uvjerljivo dramatske i komične likove. Među njima ističu se Wagnerov Hans Sachs, kojega je tumačio i na antologijskoj zagrebačkoj premijeri Majstora pjevača 1969. godine, i Verdijev Falstaff. U Zagrebu su nezaboravni i njegovi Jago u Otellu, Scarpia u Tosci, Mozartov Don Juan (opera se tada izvodila na hrvatskom), Niko Marinović na praizvedbi Brkanovićeva Ekvinocija 1950, u Rijeci barun Ochs u Kavaliru s ružom, na Splitskome ljetu Don Basilio u Seviljskom brijaču i Mefistofeles u Faustu, u Bečkoj državnoj operi u kojoj je bio angažiran od 1943. do 1947. Lindorf/Coppelius/Dapertutto/Dr. Miracle u Hoffmannovim pričama, u Berlinu i u svijetu kojim je prokrstario, Holandez i Wotan u Prstenu Nibelunga. Njegov posljednji intendant u Berlinu Götz Friedrich smatrao ga je pjevačem s najbogatijom karijerom u ansamblu, isticao je njegov siguran, pouzdan, savjestan i predan odnos prema radu i smatrao ga nekom vrsti patrijarha s nevjerojatnim pozitivnim utjecajem, autoritetom čija se riječ poštuje.
Njegov unuk je rukometni trener Nenad Kljajić, zlatni rukometni reprezentativac.